# НПО-1 «Квакер»

Пассивные очки ночного видения НПО-1 «Квакер»

НПО-1 «Квакер» (индекс ГРАУ 1ПН63) — советский пассивный прибор ночного видения, созданный для наблюдения, ориентирования на местности, работы с документами, вождения морских и речных транспортных средств, проведения инженерных и ремонтных работ в тёмное время суток, а также — ведения прицельной стрельбы из автоматического оружия, оснащённого инфракрасным лазерным целеуказателем. В случае недостаточной освещённости конструкция прибора допускает использование дополнительной инфракрасной подсветки.
Производство прибора осуществляется на Лыткаринском заводе оптического стекла.

## Тактико-технические характеристики
Прибор НПО-1 обладает высокими боевыми и эксплуатационными качествами:
| Название параметра                                  | Его значение    |
| --------------------------------------------------- | --------------- |
| Кратность увеличения,                               | ×1              |
| Ширина поля зрения                                  | 40°             |
| Дальность видения при естественном ночном освещении | 135 метров      |
| Напряжение питания от бортовой сети                 | 12 или 27 вольт |
| Напряжение питания от автономного источника         | 1,25 вольт      |
| Общая масса прибора                                 | 1 кг            |